# Primary
Ne pas confondre avec Primary, film documentaire américain.
Singles de The Cure
A Forest
(1980) Charlotte Sometimes
(1981)
Clip vidéo
[vidéo] « Primary », sur YouTube
Pistes de Faith
The Holy Hour Other Voices
Primary est une chanson du groupe britannique The Cure sortie en single le 20 mars 1981. Elle est extraite de l'album Faith.

## Historique
The Cure commence a jouer la chanson sur scène en octobre 1980, les paroles ne sont alors pas les mêmes et elle apparaît sur plusieurs bootlegs sous le titre Cold Colours. Cette première version est également interprétée lors d'une Peel Session sur BBC Radio 1 en janvier 1981,.
La toute première version de Primary est dévoilée sous ce titre dans les bonus de la réédition Deluxe de l'album Faith sortie en avril 2005. Enregistrée aux Morgan Studios à Londres en septembre 1980, cette démo est très proche de la version Cold Colours mais son rythme est moins rapide. 
La version finale de Primary, enregistrée pendant les sessions de Faith entre février et mars 1981 aux Morgan Studios, a la particularité d'être jouée avec deux basses tenues par Simon Gallup et Robert Smith. La première a un son classique tandis que celui de la seconde est modifié par un effet de modulation. Mis à part la batterie de Lol Tolhurst, il n'y a aucun autre instrument utilisé.

## Contenu du single
Le titre en face B du 45 tours est un instrumental intitulé Descent. Comme sur la chanson Primary, deux basses sont utilisées avec, pour l'une, le même effet de modulation. Robert Smith explique que l'intention était de retrouver un son identique sur les deux faces du disque, mais avec deux atmosphères différentes: entrainante avec une rythmique appuyée pour Primary, plus dépouillée et hypnotique pour Descent.
Le single sort aussi en format maxi 45 tours où Primary est en version longue.
| 1. | Primary | 3:35 |
| 2. | Descent | 3:08 |

| 1. | Primary (Extended) | 5:56 |
| 2. | Descent            | 3:08 |

## Clip
Réalisé par Bob Rickerd, le groupe y apparaît maquillé en train d'interpréter la chanson, Robert Smith et Simon Gallup jouant chacun d'une basse. Des séquences en surimpression montrent des fillettes prendre dans une malle des accessoires de déguisement.  

## Reprises
Une reprise de ce titre par The Dandy Warhols figure sur la compilation Perfect as Cats : A Tribute To The Cure en octobre 2008.

## Classements hebdomadaires
| Classement (1981)                | Meilleure position |
| -------------------------------- | ------------------ |
| Australie (Kent Music Report)    | 94                 |
| États-Unis (Hot Dance Club Play) | 25                 |
| Nouvelle-Zélande (RMNZ)          | 29                 |
| Royaume-Uni (UK Singles Chart)   | 43                 |